# Phymanthus kamati
Phymanthus kamati is een zeeanemonensoort uit de familie Phymanthidae.
Phymanthus kamati is voor het eerst wetenschappelijk beschreven door Den Hartog & Vennam in 1993.